# Psychrogeton aellenii
Psychrogeton aellenii là một loài thực vật có hoa trong họ Cúc. Loài này được (Rech.f.) Griers. miêu tả khoa học đầu tiên năm 1967.